# Monchino
El cavall monchino o monchinu és una raça de cavall rústic i original de la muntanya oriental de Cantàbria, Espanya, on es cria en condicions de llibertat. El significat en llengua càntabra del nom de la raça és negre, de les muntanyes, muntanyès per tant, al·ludint a la topografia dels terrenys on habita. Són animals de vida salvatge o semisalvatge amb una forma d'explotació extensiva.
El Catàleg oficial de races de bestiar d'Espanya inclou la raça equina monchina en el Grup de Races Autòctones en Perill d'Extinció.

## Història
Originada a partir de les races autòctones del nord de la península Ibèrica, amb una marcada influència dels ponis d'origen celta. Al llarg de la seva història hi ha nombrosa bibliografia que la relaciona amb la raça anglesa Exmoor, a causa dels animals que importaven els anglesos del nord de la península Ibèrica amb la finalitat de treballar en les mines.
És a la vall de Guriezo, localitzat a la Comunitat Autònoma de Cantàbria, on s'inicia la recuperació de la raça i els treballs de cria i selecció, fonamentalment a partir de l'any 1996.

## Morfologia
Els cavalls monchinos es consideren aquells exemplars els caràcters etnològics i morfològics dels quals responguin al següent estàndard racial: Es tracta d'un animal elipomètric, subcòncau a còncau i brevilini o subrevilini.
Cap voluminós amb perfil de recte a subcòncau. Pèl a la galtera en les temporades fredes. Narius amplis que permeten una àmplia dilatació. Llavis gruixuts. Tupè present en ambdós sexes, sent massa abundant en els mascles. Orelles petites, ja implantades i mòbils. Ulls grans i expressius, amb òrbites marcades.
Coll curt, robust i ben inserit. Crineres abundants del cap a la creu.
Creu poc a lleugerament destacada i forta.
Tronc desenvolupat i robust. Pit ampli. Costellams lleugerament arquejats. Esquena allargada i amb tendència a l'obliqüitat. Plana marcant les fosses. Dors moderadament ensellat. Llom curt, fort i ben unit. Ventre amb freqüència voluminós.
Gropa ampla, curta i inclinada, arribant en alguns casos a derrivada. Naixement de la cua baix, com a prolongació de la gropa i de pèl llarg i abundant.
Extremitats anteriors fines amb articulacions fortes i tendons ben definits. Sistema vascular habitualment ben definit. Canya forta i proporcionada. Quartilles de longitud moderada. Cascos petits, durs i generalment negres i de vegades vetes.
Extremitats posteriors amb cuixes i natges ben desenvolupats. Articulacions fortes. Garrons nets, a vegades una mica tancats. Cascos petits, durs, generalment negres i de vegades vetes.
Capa negra o castanya en les seves diferents varietats, sempre que presentin crineres i cues negres. És relativament freqüent la presència d'estel, estel cordó corregut o estrella al front. S'admet el calçat fins a la meitat de la canya.
El pèl de les crineres i de la cua és llarg, abundant, fort i de color negre. Mucoses de negres a castanyes en els seus diferents tons, de vegades bocifoc.
Presenten un pes al voltant dels 260-330 kg i una alçada entre 1,35 i 1,46 m.

## Distribució geogràfica
La zona d'origen es concentra a les muntanyes més nord-orientals de Cantàbria, ajuntaments de Guriezo, on es van iniciar les tasques de recuperació, Rasines i Castro-Urdiales, zones especialment muntanyoses on es cria en condicions de llibertat. Com que és un animal semisalvatge, el moviment dels ramats és constant entre tota l'àrea nord-oest de Cantàbria, expandint-se esporàdicament als ajuntaments de Trucíos i Carranza de Biscaia.
El 2010 el nombre d'explotacions en l'àrea d'origen és de 25 i el cens total és de 700 animals identificats. Els estudis genètics mostren una raça relativament homogènia. Es troba estretament emparentat amb altres subtipus de l'àmbit  cantàbric- pirinenc destacant la seva estreta relació amb el cavall de pura raça gallega i en menor mesura amb el cavall losino burgalès o el pottoka basc.

## Característiques productives
El sistema d'explotació és extensiu, on competeix amb altres races de cavalls dedicades a la producció de carn i la raça bovina d'igual nom, la vaca monchina.
El seu ús actual va lligat a la ramaderia bovina com a animals de càrrega o per tirar de petits carruatges. El seu caràcter després de la doma el fa molt indicat per l'hípica infantil, que es practica en clubs hípics locals.